# Младецький Ігор Костянтинович
Младецький Ігор Костянтинович — доктор технічних наук, професор Національного гірничого університету (м. Дніпропетровськ). Член Донецького відділення НТШ з 2006 р.

## Біографія
Народився 14 квітня 1944 р., Караганда, Казахська РСР. У 1950 р. переїхав до Донбасу, де здобув середню освіту (1961). У 1961 році вступив у Донецький політехнічний інститут, на вечірній факультет на спеціальність автоматика і телемеханіка. Після закінчення першого курсу, в 1962 р. перевівся на денне відділення Харківського інституту гірського машинобудування, автоматики та обчислювальної техніки (ХІГМАОТ). Закінчив курс в цьому інституті в 1967 р. За розподілом працював у Донецькому налагоджувальному управлінні, майстром дільниці підйомних машин на шахті.
У 1969 р. призваний у армію, у зв'язку з Даманськими подіями. Служив у Князе-Волконці в 40 км від Хабаровська. З 1970 р. працював на кафедрі автоматизації виробничих процесів Дніпропетровського гірничого інституту. Займався питаннями автоматизації процесів збагачення руд чорних металів під керівництвом О. М. Марюти. Працював на Північному ГЗК, Ново-Криворізькому ГЗК, Інгулецькому ГЗК.
У 1973 р. захистив кандидатську дисертацію «Дослідження магнітних сепараторів як об'єктів автоматичного управління і розробка пристрою автоатичного контролю вмісту магнетиту у твердій фазі пульпи». Працював асистентом кафедри математичних методів дослідження операцій. У 1976 році отримав вчене звання доцента. Викладав математичні дисципліни: теорію ймовірностей і математичну статистику, чисельні методи рішення, основи наукових досліджень, теорію великих систем, теорію застосування статистичних автоматів, теорію експерименту, методи оптимізації. У 1977 році проходив наукове стажування у Фрайберзькій гірничій академії, що в Німеччині, Саксонія. Вів наукові роботи з дослідження збагачувальних процесів у Нижньому Тагілі біля гори Високої, Кіровську, що на Кольському півострові.
У 1992 р. захистив докторську дисертацію «Основи прогнозування вихідних показників поділу флокуюючих матеріалів при мокрій магнітній сепарації». Перейшов працювати на кафедру збагачення корисних копалин ДГІ (1996), де й став професором у 2001 р. Експерт ВАК зі збагачення корисних копалин.
З 2019 р. власник ТОВ «УКРМІКРОТЕХНОЛОГІЯ».

## Основні наукові роботи
Загальна кількість друкованих наукових робіт І. К. Младецького — 180, у тому числі 15 винаходів.
Монографії та навчальні видання:
- «Контроль якості залізорудної сировини» (1976),
- «Автоматична оптимізація процесу збагачення руд на магнітозбагачувальних фабриках» (1975),
- «Моделювання процесу магнітної сепарації руд» (1986),
- «Аналітичне визначення показників розкриття руд» (1999),
- «Технологічні розрахунки показників збагачення корисних копалин» (2005),
- «Синтез технологій збагачення корисних копалин» (2006),
- «Розрахунки технологічних показників збагачення корисних копалин» (2006),
- «Випробування і контроль процесів збагачення корисних копалин» (2019),
- Кваліметрія. (2023),
- Синтез технологій збагачення корисних копалин (2023),
- Теорія сепараційних процесів (гірництво) (2024).

## Нагороди та відзнаки
- Пам'ятна медаль «Євграф Ковалевський» Донецького відділення НТШ, посвідчення № 010 від 23 грудня 2023 р. з нагоди 150-річчя НТШ.